# Festuca mathewsii
Festuca mathewsii là một loài thực vật có hoa trong họ Hòa thảo. Loài này được (Hack.) Cheeseman mô tả khoa học đầu tiên năm 1928.